# أشتون لوكلير
أشتون تايلور لوكلير (بالإنجليزية: Ashton Taylor Locklear) هي لاعبة جمباز فني أمريكية ولدت في يوم 13 يناير 1998 في بلدة لومبيرتون في كارولاينا الشمالية. أبرز إنجازاتها هو فوزها بالميدالية الذهبية في بطولة العالم 2014 في نانينغ.